# نادي كوروتشو
نادي كوروتشو هو نادي كرة قدم إسباني يتمركز في أبرشية كوروتشو، فيغو، في منطقة غاليسيا ذاتية الحكم. تأسس في 1930 ويلعب في الدوري الإسباني الدرجة الثانية ب – المجموعة 1، ويستضيف مبارياته في ملعب أو فاو، بسعة 1500 متفرج.